# Attalea princeps (рассказ)
«Attalea princeps» — рассказ (сказка) Всеволода Гаршина о пальме рода атталея, живущей в оранжерее в северной стране и мечтающей вырваться на свободу, разбив потолок оранжереи. Впервые опубликован в журнале в 1880 году, позже вошёл в первую книгу рассказов Гаршина 1882 года.

## История создания
Рассказ был написан в 1879 году во время пребывания Гаршина в Харькове, почти одновременно с рассказом «Художники». Тема рассказа напрямую связана с более ранним стихотворением писателя «Пленница» («Прекрасная пальма высокой вершиной / В стеклянную крышу стучит…») 1876 года. По мнению некоторых исследователей, рассказ восходит к литературной сказке датского писателя Ханса Кристиана Андерсена «Ель» (Grantræet; 1844).
В марте 1879 года Гаршин принёс рукопись рассказа Салтыкову-Щедрину в журнал «Отечественные записки», однако через полгода тот отказал ему в публикации. В январе 1880 года рассказ был опубликован в журнале «Русское богатство» с подзаголовком «Сказка».

## Сюжет

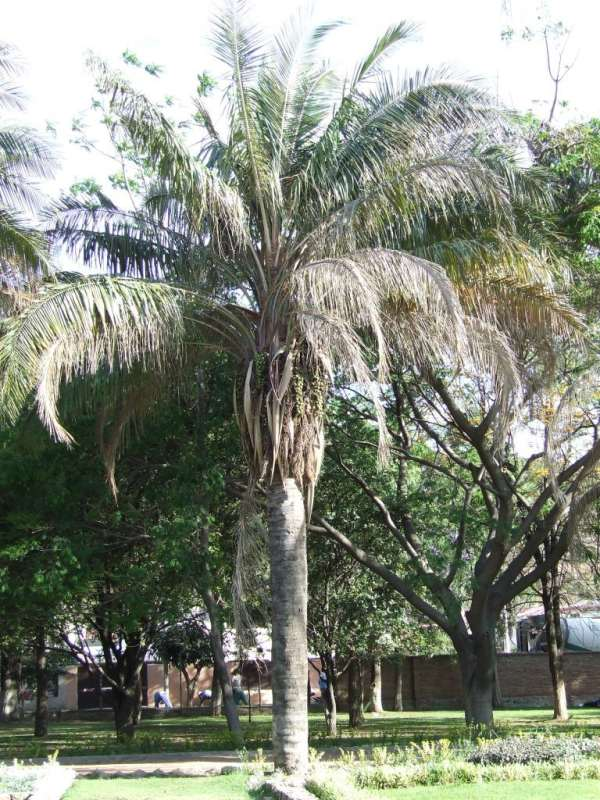
Пальма Attalea princeps в Амазонии

В большом городе был ботанический сад, а в нём — красивая оранжерея из стекла и железа, где росли экзотические растения из южных стран. Выше всех была пальма Attalea princeps родом из Бразилии. Ей было тяжело в непривычном климате, далеко от её родной страны. К тому же она возвышалась над другими растениями, и те не любили её, считая слишком гордой. Сама же пальма видела вверху над крышей оранжереи голубое небо и мечтала постоять хотя бы под этим бледным небом.
Во время одной из бесед между растениями (в числе которых были саговая пальма, кактус, корица и древовидный папоротник) атталея предложила всем расти ввысь и вширь, напирать на рамы и стёкла, чтобы разбить их и вырваться на свободу: «Нужно только работать дружнее, и победа за нами». Однако саговая пальма, а за ней и другие, признали предложение атталеи глупостью. Только одна маленькая и вялая травка, росшая у подножия, поддержала её.
Атталея решила выбираться на свободу в одиночестве: она стала расти выше и выше, и директор оранжереи сначала был доволен и приписывал это хорошему уходу. Наконец, атталея упёрлась в верхние рамы. Её листьям стало больно, и даже маленькая травка стала отговаривать пальму от дальнейшего роста. Но та запретила ей жалеть себя, сказав: «Я умру или освобожусь!» Она разбила потолок, выпрямилась и оказалась на воздухе. Моросил дождь со снегом, дул ветер, деревья вокруг уже сбросили листву. Пальма была разочарована тем, чего достигла («Только-то?.. И это всё, из-за чего я томилась и страдала так долго?»), и стала замерзать. Директор приказал спилить её, чтобы починить крышу, а вместе с атталеей вырвали и выбросили на снег и маленькую травку.

## Отзывы
Пессимистический финал рассказа был по-разному воспринят современниками. Для некоторых из них он стал свидетельством скептического отношения автора к революционной борьбе. Для другой части читателей рассказ стал гимном свободолюбию, хотя и с чувством обречённости на трагический исход: так, В. Г. Короленко писал, что Гаршин «не даёт законченной пессимистической формулы», но держит читателей «под обаянием необыкновенной красоты и глубокой печали».
Дмитрий Мережковский в очерке о творчестве Гаршина отмечал, что того «мало интересуют индивидуальные особенности человеческих характеров. Гаршин иногда совсем покидает людей». Рассказ «Attalea princeps» критик называет «чудной поэмой», сравнивая его героиню с самим писателем:

В каждом слове рассказа вы чувствуете тот же возвышенный символизм, как в последних произведениях Тургенева. Реальная действительность для Гаршина — холод, который губит «Attalea princeps». Он сам похож на это грациозное, слишком нежное растение, созданное не для нашего беспощадного неба. Борьба гибких зелёных листьев с железом, безнадёжная и неутолимая жажда свободы — все это символ трагической судьбы самого поэта.

Советские литературоведы связывали образ пальмы с судьбой революционеров. Так, С. Каценельсон писал, что «в судьбе пальмы, рвущейся на свободу и погибающей под холодным небом, Г[аршин] символизировал судьбу террористов». В свою очередь, В. И. Порудоминский описывает звук ломающейся крыши оранжереи под напором пальмы следующим образом: «Звонкий удар — словно взрыв террористской бомбы». Он также упоминает террористические атаки народовольцев начала 1879 года, когда был написан рассказ: «9 февраля 1879 года выстрелом из револьвера был убит харьковский губернатор князь Кропоткин. 12 марта состоялось покушение на нового (назначенного после Мезенцева) шефа жандармов Дрентельна, 2 апреля Александр Соловьёв стрелял в царя». По мнению Г. А. Бялого, в рассказах Гаршина «Attalea princeps» и «Красный цветок» «в аллегорической форме отражены черты, характерные для поколения революционеров-разночинцев 70-х годов. Героями этих произведений являются борцы — мужественные, но одинокие, ещё не связанные с народом, обречённые на гибель».

Мятежная пальма начинает одинокую борьбу за освобождение. Она гибнет в этой борьбе, но гибнет героически: ей удается пробить потолок стеклянной тюрьмы и хоть ненадолго выйти на свободу. Но для Гаршина, как и для его героини, этот подвиг недостаточен. Пальма освободилась из темницы, но и за ее пределами всё печально, тоскливо и сумрачно. (…) Однако эти ноты трагизма и безнадежности далеко не исчерпывают содержания гаршинской сказки. Пусть подвиг свободолюбия не принес плодов, — в глазах автора он всё же возвышен и свят.

Борис Аверин писал, что «Красный цветок» по своему тону более оптимистичен: хотя главный герой «Красного цветка» — сумасшедший, он верит, что победа над злом возможна, а потому, в то время как Attalea princeps испытывает великое разочарование, главный герой «Красного цветка» умирает счастливым.